# Oberonia ciliolata
Oberonia ciliolata är en orkidéart som beskrevs av Joseph Dalton Hooker. Oberonia ciliolata ingår i släktet Oberonia och familjen orkidéer. Inga underarter finns listade i Catalogue of Life.